# Charles Minlend
Charles Alexander Minlend Jr (Concord (Carolina del Norte), 19 de diciembre de 1997) es un baloncestista camerunés, que ocupa la posición de escolta en el TAU Castelló de la Liga LEB Oro.

## Trayectoria deportiva
Es hijo del ex-baloncestista Charles Arnaud Minlend, es un escolta formado en la Academia Militar de Fork Union hasta 2016, fecha en la que ingresó en la Universidad de San Francisco, donde jugaría durante tres temporadas la NCAA con los San Francisco Dons, desde 2016 a 2020 (no disputó la temporada 2017-18).
En la temporada 2020-21, ingresa en la Universidad de Louisville, situada en la ciudad de Louisville, estado de Kentucky, con el que disputa la NCAA con los Louisville Cardinals.
En mayo de 2022, firma por el FAP Basketball de Camerún con el que disputa la Basketball Africa League.
El 2 de agosto de 2022, firma por el Zornotza Saskibaloi Taldea de la Liga LEB Plata.
El 30 de octubre de 2023, firma por el Huelva Comercio Viridis de la Liga LEB Plata.
El 27 de junio de 2024, firma por el TAU Castelló de la LEB Oro.

### Selección nacional
En 2022, Minlend Jr. hizo su debut con la Selección de baloncesto de Camerún durante los partidos clasificatorios para la Copa Mundial de Baloncesto de 2023.